# ルイーゼ・フォン・バーデン (1811-1854)
ルイーゼ・アメーリエ・シュテファニー・フォン・バーデン（ドイツ語: Luise Amelie Stephanie von Baden, 1811年6月5日 - 1854年7月19日）は、ドイツのバーデン大公家の大公女で、元スウェーデン王太子・ヴァーサ公グスタフの妻。

## 生涯
バーデン大公カールと、その妻でフランス皇帝ナポレオン1世の養女であるステファニー・ド・ボアルネの間の第1子、長女として生まれた。1830年11月9日にカールスルーエにおいて、スウェーデンの廃王グスタフ4世アドルフの長男のヴァーサ公グスタフと結婚した。
ヴァーサ公夫妻はウィーンのシェーンブルン宮殿の一角に住居を与えられた。従兄妹同士の関係だったが、この結婚は典型的な政略結婚で、夫婦仲は悪く、1843年には離婚した。ルイーゼは1854年にカールスルーエで死去した。

## 子女
夫ヴァーサ公との間に1男1女をもうけた。
- ルートヴィヒ（1832年）
- カロリーネ“カロラ”・フリーデリケ・フランツィスカ・シュテファニー・アメーリエ・ツェツィーリエ（1833年 - 1907年） - ザクセン王アルベルトと結婚。